# Route nationale 44 (Madagaskar)

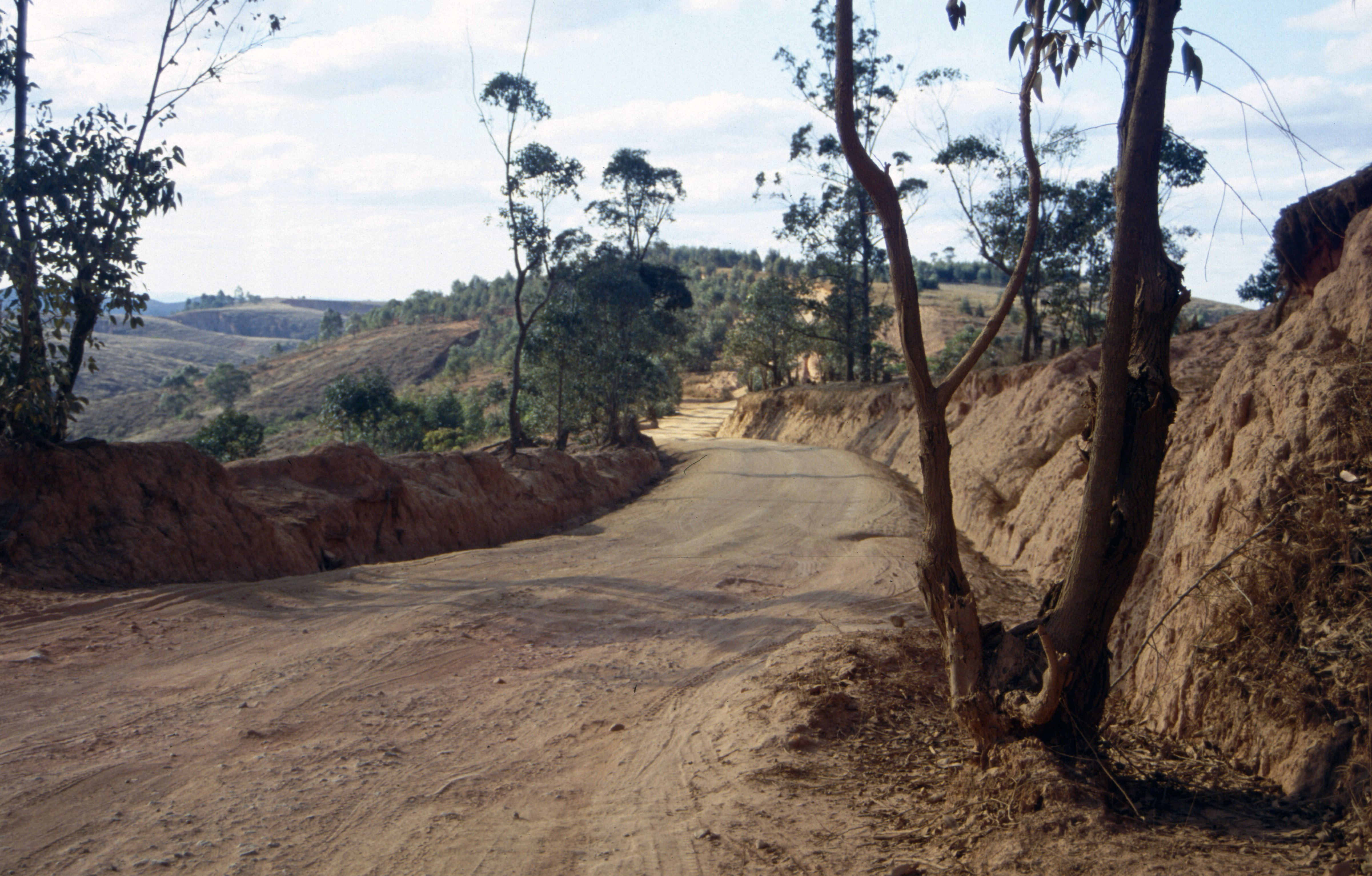
Nicht-asphaltierter Abschnitt der RN44 etwa 3 km südlich Andilanatoby (Zustand 2005)

Die Route nationale 44 (RN 44) ist eine 228 km lange teilweise asphaltierte Nationalstraße in der Provinz Alaotra-Mangoro im Zentrum von Madagaskar nordöstlich der Hauptstadt Antananarivo. Sie zweigt in Moramanga von der RN 2 ab und führt in nördlicher Richtung über Ambatondrazaka und Imerimandroso nach Amboavory (Vohitraivo) an die RN 3a. Die RN 44 führt entlang des Ostufers des Alaotra-Sees, des größten Sees Madagaskars.